# Manōlīs Papasterianos
Manōlīs Papasterianos (in greco Μανώλης Παπαστεριανός?; Ierissos, 15 agosto 1987) è un calciatore greco, centrocampista svincolato.

## Carriera

### Club
Ha giocato nella prima divisione greca e in quella rumena.

### Nazionale
Ha giocato nella nazionale greca Under-21.

## Palmarès

### Club

#### Competizioni nazionali
- Football League: 1

OFI Creta: 2017-2018